# Bellegarde-Sainte-Marie
Bellegarde-Sainte-Marie är en kommun i departementet Haute-Garonne i regionen Occitanien i södra Frankrike. Kommunen ligger i kantonen Cadours som tillhör arrondissementet Toulouse. År 2022 hade Bellegarde-Sainte-Marie 203 invånare.

## Befolkningsutveckling
Antalet invånare i kommunen Bellegarde-Sainte-Marie
Referens:INSEE